# Lago Merritt (California)

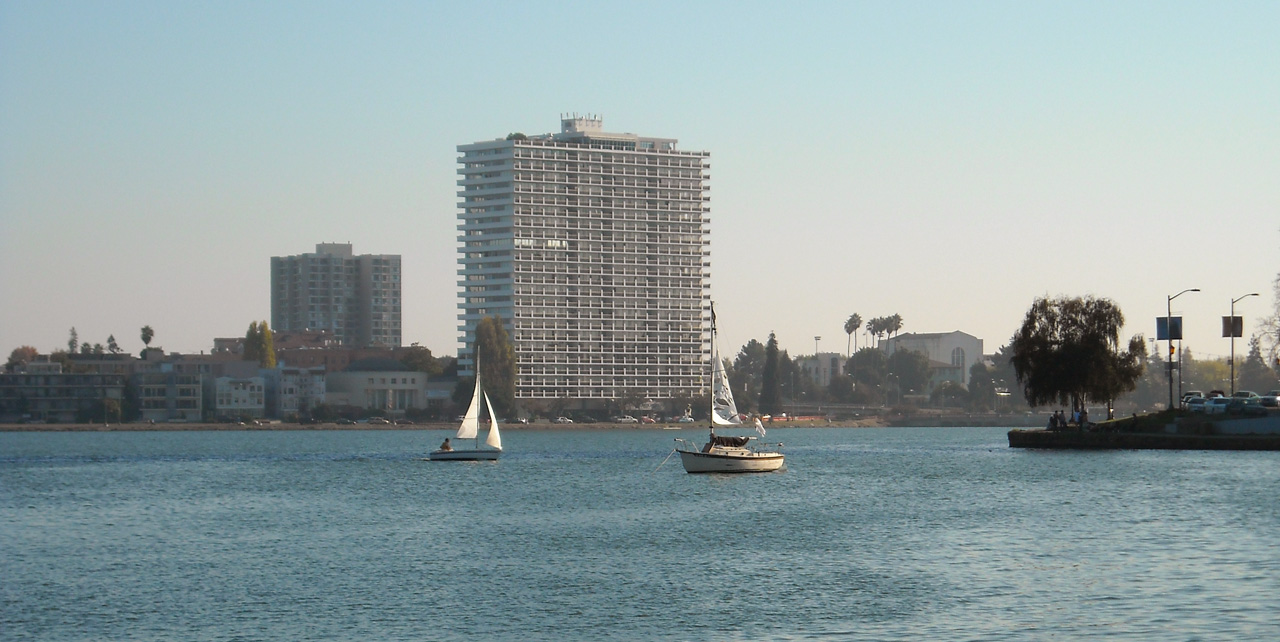
Una sponda del lago

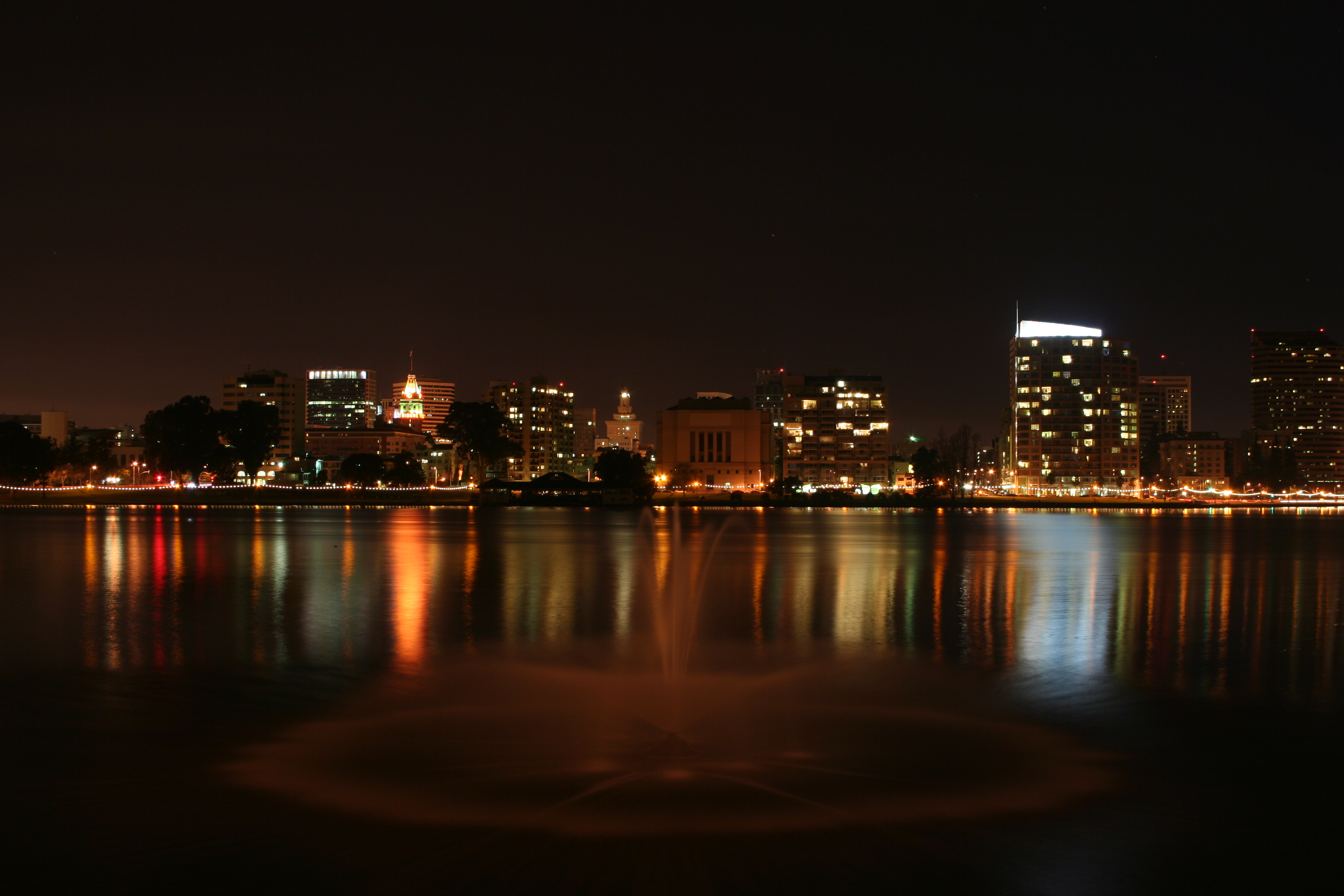
Il lago di sera illuminato

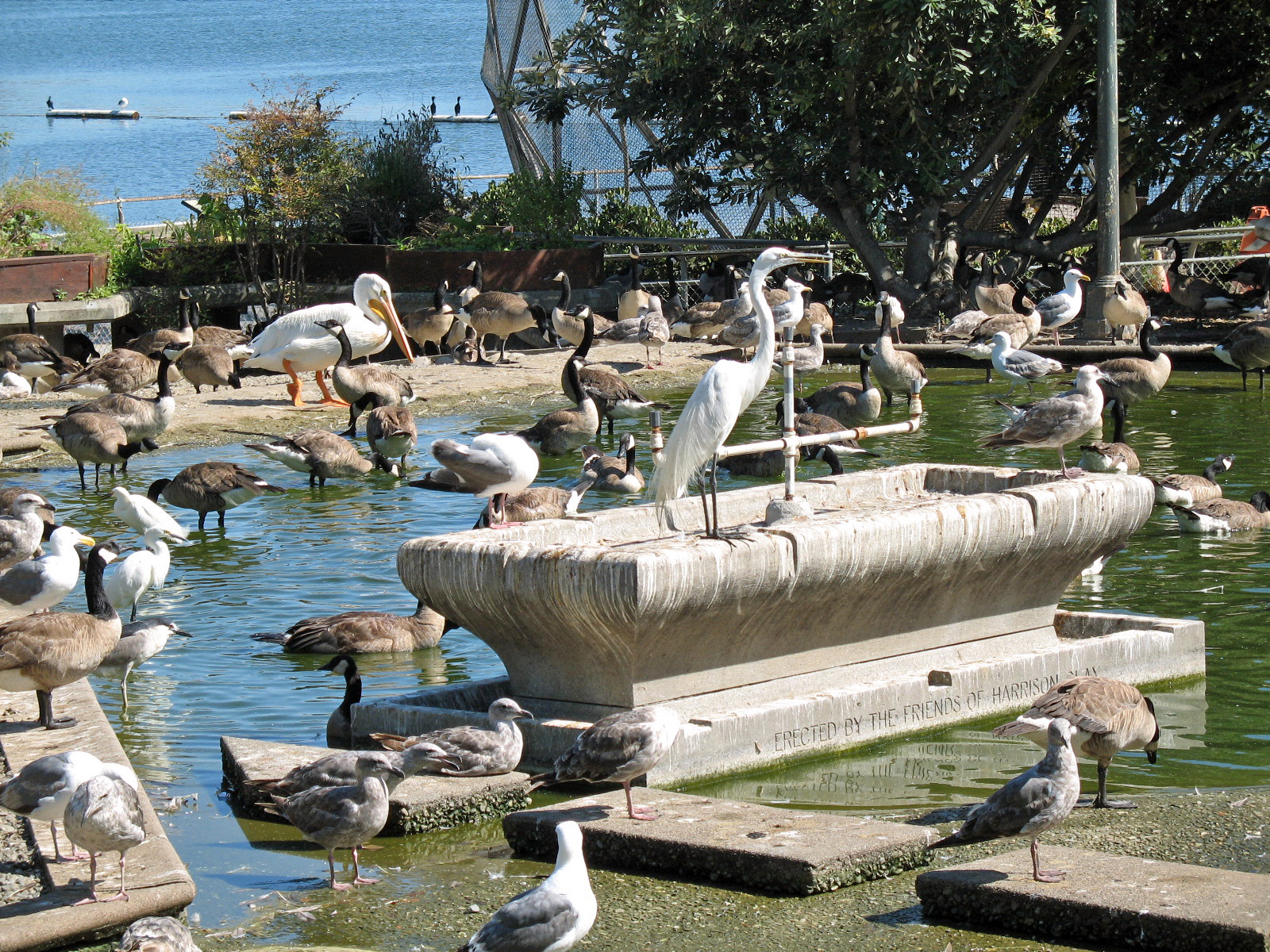
Il rifugio naturale sul lago Merritt

Il lago Merritt (in inglese: Lake Merritt) è un lago artificiale tidale e salato di 63 ettari situato nel centro della città statunitense di Oakland, in California. Prende il nome da Samuel B. Merritt, ovvero colui che ne promosse la creazione.. 
Definito "il gioiello di Oakland", è l'unico lago salato degli Stati Uniti a sorgere in un'area metropolitana. Si tratta anche della prima area del Nord America ad essere stata definita "rifugio di vita selvatica" (wildlife refuge).

## Ubicazione
Il lago si trova ad est di Downtown Oakland.
Il lago si trova a sud della Grand Avenue e della Bellevue Avenue e a nord-nord est rispetto all'Oakland Museum of California.

## Storia
L'area su cui sorge il lago era originariamente parte della baia di San Francisco.
Il lago sorse nel 1869, quando Samuel B. Merritt donò dei soldi alla città per costruire una diga all'altezza del ponte sulla 12ª strada, che era stato realizzato nel 1853 per unire Oakland a Brooklyn.
In onore di Samuel Merritt il lago fu chiamato dapprima Merrit's Lake e poi Lake Merritt.
Sempre nel 1869, Samuel Merritt dichiarò che il lago è un "rifugio di vita selvatica nazionale" (National Wildlife Refuge). Il Merritt divenne così il primo rifugio di vita selvatica (wildlife refuge) del Nordamerica il 18 marzo 1870.
Nel 1887, il sindaco William R. Davis propose di dragare il lago per creare un parco acquatico. Il lago fu ripulito anche per voler del movimento "City Beautiful" in voga in quel periodo.
Le operazioni di drenaggio del lago iniziarono nel 1893 sotto la direzione dell'allora sindaco della città George C. Pardee e ad opera della Pacific Dredging and Reclamation Company di proprietà di John Hackett.
Nel 1908, furono eseguiti dei lavori nel parco che circonda il lago ad opera dell'architetto Oscar Prager.
A partire dal 1915 furono organizzate operazioni di nutrimento delle oche selvatiche del lago e nel 1925 fu creata la prima isola per gli uccelli. Altre quattro isole sarebbero poi state aggiunte nel 1956.
Nel frattempo, nel 1925 iniziò l'usanza di decorare il lago con collane di luce, in occasione del Dons of Peralta Water Festival. Il festival di luci conobbe un'interruzione durante la seconda guerra mondiale.
L'8 luglio 1980 il lago Merritt e l'area circostante furono dichiarate "Oakland landmark".

## Fauna
Lungo il Lago Merritt vivono varie specie di volatili quali cormorani, oche e pellicani.